# انتخابات الرئاسة الليتوانية 2004
انتخابات الرئاسة الليتوانية 2004 هي الانتخابات الرئاسية التي جرت في 2004، لانتخاب رئيس ليتوانيا، فاز بالانتخابات فالداس أدامكوس.